# Geely SL

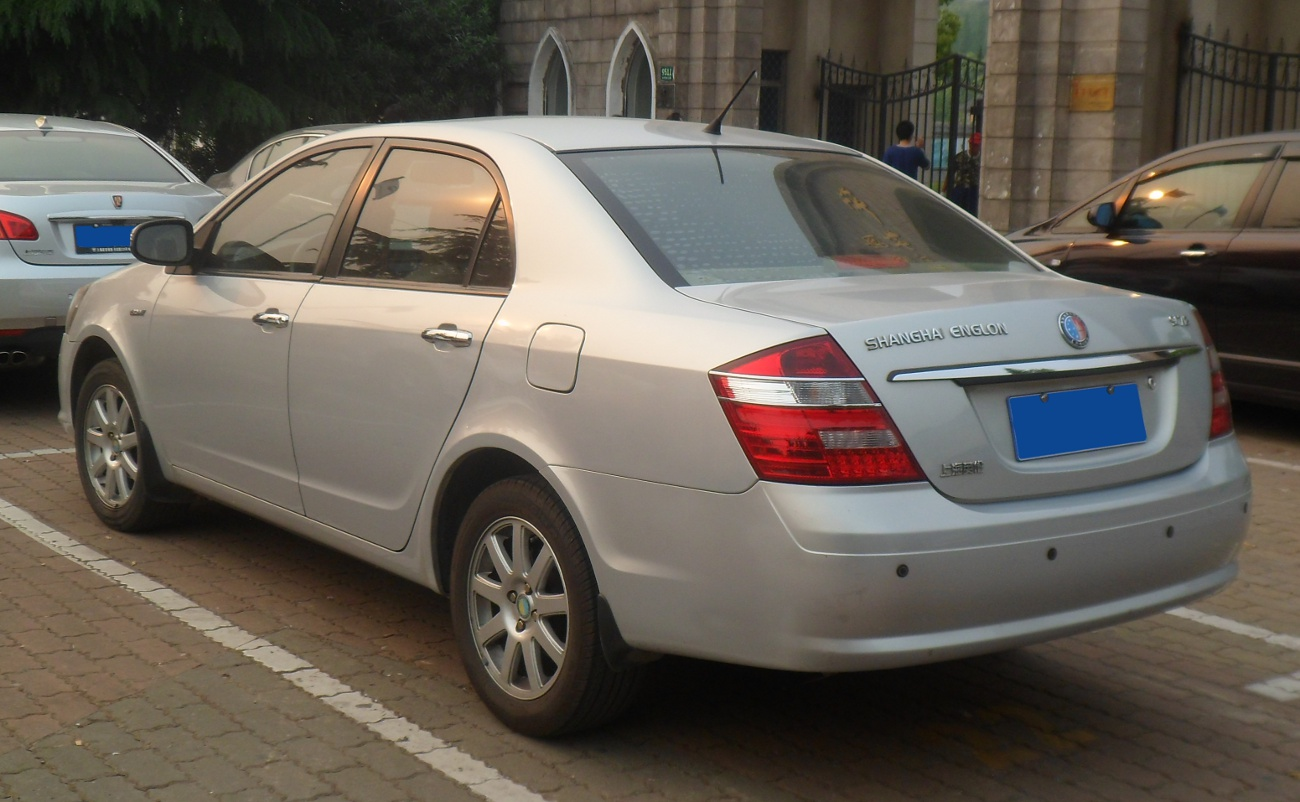
Englon SC7

Geely SL (В Китаї називається Englon SC7) — п'ятимісний седан класу «C» китайської компанії Geely Automobile.
Під капотом у Geely SL спочатку встановлювався 1,8-літровий бензиновий двигун на 139 к.с., який агрегатувався з 5-ступінчастою механічною коробкою передач. Пізніше, для китайського ринку, почали пропонувати Geely SL з 1,5-літровими двигунами потужністю 104 та 107 к.с.
Автомобіль оснащений клімат-контролем і аудіосистемою CD/MP3 з 6 колонками. У комплектацію входить антиблокувальна система гальм і система розподілу гальмівних зусиль, посилені дверні протиударні балки, дві подушки безпеки, противідблискуючі дзеркала, парктронік, електропідігрів заднього скла.

## Двигуни
| Модель    | Об'єм    | Потужність                            | Крутний момент             | Роки випуску |
| --------- | -------- | ------------------------------------- | -------------------------- | ------------ |
| Бензинові |          |                                       |                            |              |
| 1.5 CVVT  | 1498 см³ | 78 кВт (104 к.с.) при 6000-6200 об/хв | 135 Нм при 4800 об/хв      | з 2011       |
| 1.5 DVVT  | 1498 см³ | 80 кВт (107 к.с.) при 6000 об/хв      | 140 Нм при 4200-4600 об/хв | з 2011       |
| 1.8 CVVT  | 1792 см³ | 102 кВт (139 к.с.) при 6200 об/хв     | 172 Нм при 4200 об/хв      | з 2011       |

## Ціна
Станом на 1 вересня 2011 року ціна в Україні на автомобіль Geely SL з двгуном 1,8 л стартує з 96 900 грн.